# شويتشي أكاي
شويتشي أكاي (باليابانية: 赤井 秀، بالروماجي: Akai Shūichi) (تنطق أَكَايْ شُويْچِي بالعربية) هو شخصية خيالية في سلسلة المحقق كونان، يعمل كعميل في مكتب التحقيقات الفيدرالي (FBI)، ويُعد من أبرز الشخصيات في الصراع ضد المنظمة السوداء. يُلقب بـ"الرصاصة الفضية" (بالإنجليزية: Silver Bullet) نظرًا لبراعته في القنص والتخطيط.

## الدور في السلسلة
تسلل أكاي سابقًا إلى المنظمة السوداء تحت الاسم المستعار داي موروبوشي (باليابانية: 諸星 大) والاسم الرمزي راي (باليابانية: ライ، بالروماجي: Rye)، بهدف التجسس لصالح مكتب التحقيقات الفيدرالي. لاحقًا، تعاون مع كونان إيدوجاوا للتحقيق في قضية تخص إيثان هوندو، عميل الـCIA ووالد ميزوناشي رينا، التي تبيّن لاحقًا أنها أيضًا عميلة للـCIA. تم الاتفاق معها على العمل كجاسوسة لصالح الـFBI داخل المنظمة السوداء.
أمرها "جين" بقتل أكاي لضمان ولائها، فتمت فبركة حادثة وفاته بمساعدة كونان والدكتور هيروشي أغاسا، وعاد لاحقًا متخفيًا بهوية سوبارو أوكيا.

## الخلفية والشخصية
أكاي أمريكي الجنسية من أصل ياباني. يعمل تحت قيادة جيمس بلاك، وتعاونه جودي ستارلينغ وأندريه كاميل. خلال مهمته داخل المنظمة، أقام علاقة مع أكيمي ميانو، شقيقة شيهو (المعروفة بـ"هايبرا"). رغم أن العلاقة بدأت لغرض المهمة، تطورت لاحقًا لمشاعر حقيقية، ما دفعه للانفصال عن جودي ستارلينغ. بعد مقتل أكيمي على يد "جين"، أصبح أكاي يسعى للانتقام من المنظمة.

## الصفات والمهارات
يشتهر أكاي ببراعته في القنص، والتحري، والتخطيط طويل الأمد. يُعتبر من أخطر أعداء المنظمة السوداء، حتى أن زعيمها أطلق عليه لقب "الرصاصة الفضية". يتمتع ببنية قوية، أعسر، ذو عينين خضراوين، ويتقن فن القتال جيت كون دو، ويستطيع استخدام السلاح بيد واحدة. يُعرف بطبيعته الانطوائية، ولا يشارك كثيرًا أفكاره مع الآخرين، لكنه وفيّ للغاية. قام بقص شعره الطويل بعد وفاة أكيمي كتعبير عن التغيير الشخصي.

## الأصول والإلهام
شخصية أكاي مستوحاة من "تشار أزنابل" من سلسلة موبايل سوت كاندام، والذي كان يُعرف بلقب "المذنب الأحمر" (باليابانية: 赤い彗星، بالروماجي: Akai Suisei). كما أن الاسم "شويتشي" مأخوذ من اسم مؤدي صوت تشار، شويتشي أكيدا، الذي قام أيضًا بتأدية صوت أكاي في المحقق كونان.

أكاي كما ظهر قبل موت أكيمي (داي موروبوشي)

## العلاقات
- أكيمي ميانو: هي حبيبة أكاي في المنظمة وكان هو السبب غير المباشر في موتها لذلك فهو يشعر بالذنب ويريد التخلص من المنظمة.
- جودي ستارلنغ: حبيبة أكاي السابقة وزميلته في مكتب التحقيقات الفيدرالي
- جيمز بلاك: هو رئيس أكاي في مكتب التحقيقات الفيدرالي
- أندريه كاميل: عمل مع أكاي عندما كان عميلًا لدى المنظمة السوداء، وتقابلا مرة أخرى في اليابان في حلقات تصادم الأحمر والأسود وسلسلة القرمزي.
- ماسومي سيرا: بعد أن وصلت أخبار موت أكاي لعائلته، جاءت أخته ماسومي سيرا من الولايات المتحدة إلى اليابان باستخدام هذا الاسم المزيف حتى تحقق في الأمر.
- هايبرا: هي أخت أكيمي حبيبة أكاي وبعد موتها بدأ بالبحث عنها وإيجادها بهدف حمايتها.
- كونان إيدوغاوا: في الوقت القصير الذي قضاه أكاي مع كونان وعمل معه أصبح يقدر ذكاء كونان ومهاراته في التحليل والاستنتاج.
- جين: يكره جين وأكاي بعضهما، ولأن جين قتل أكيمي، يعتبره أكاي عدوّه الرئيسي.
- بوربون: يكره بوربون أكاي لسبب ربما لانه يعتقد انه قتل صديقه سكوتش، وهو أوّل من اعتقد أن أكاي لم يمت وطلب إذن زعيم المنظمة السوداء للتأكد من موته، وقد ذُكر سبب كرهه لأكاي في المانغا. وقد تنكّر بوربون عضو المنظمة السوداء بشكل يشبه شكل أكاي مع حرق في وجهه بمساعدة بلموت، للتأكد من موت أكاي عن طريق ردة فعل زملائه وأصدقائه المقربين، وعُرف باسم شبيه أكاي، وهو اسم أطلقه المشاهدون على هذا الشخص الغامض قبل كشف حقيقته في الحلقات 701-704.
- سكوتش: حاول أكاي منعه من الانتحار عندما اكتشف انه جاسوس. قتل فيما بعد ويعتقد بوربون أن أكاي هو من قتله وظهر انتحاره في الحلقة 866.

## الشعبية
- في استفتاء أجرته منصة eBookJapan حول شعبية شخصيات أنمي المحقق كونان، أتيح للمصوتين من جميع أنحاء العالم التصويت لشخصياتهم المفضلة خلال الفترة من 12 أبريل 2011 إلى 12 مايو 2011. حصل أكاي شويتشي على المركز الثاني عشر بعدد 53 صوتًا من إجمالي 5883 صوتًا شارك في الاستفتاء.[4]
- بمناسبة صدور الفصل 800 من مانغا المحقق كونان، أجرت شونن سندي الأسبوعية استفتاءً لشعبية الشخصيات، شمل 91 شخصية من شخصيات السلسلة. حصل أكاي شويتشي على المركز السابع في هذا الاستفتاء، بإجمالي 415 صوتًا.[5]

## ظهوره
| العنوان | حلقات الأنمي | ملفات المانگا |
| --- | ------------ | ------------- |
| الراكب الغامض | 230-231      | 287-289       |
| ظهر أكاي لأول مرة داخل الحافلة المختطفة، وقد كان ظهورًا عاديًا. |              |               |
| قصة حب في مقر شرطة العاصمة | 253-254      | 328-330       |
| يظهر أكاي فجأة في الممر دون معرفة سبب ظهوره. |              |               |
| القادم من شيكاغو | 258-259      | 325-327       |
| يُختطف جيمس بلاك رئيس شويچي أكاي، ويظهر أكاي في نهاية الحلقة بعد إنقاذ الرهينة، ولا تزال الأمور مريبة حول هوية هذا الشخص. |              |               |
| التذكار المفقود من موقع الجريمة | 269-270      | 335-337       |
| يظهر أكاي في نهاية الحلقة وهو يراقب مكتب كوگورو موري، ولا يعرف السبب. |              |               |
| قضية شينچي كودو في نيويورك | 286-288      | 350-353       |
| يُكشف أن أكاي هو عميل للـ مكتب التحقيقات الفيدرالي، وكان يطارد السفاح في شوارع نيويورك فيلتقي بران لأول مرة. |              |               |
| خطوات الظلام | 307-308      | 377-379       |
| تقابل ران أكاي في توكيو صدفة، لما رآها تبكي قال: ’’, أنت تبكين دائما‘‘ فردّت عليه ران ’’وهل هذا خطأ؟‘‘ فقال أكاي ’’لا، لكن تذكرينني بامراة، امرأة غبية كانت دائمًا تبكي في الظلام ‘‘، وقد علم كونان عندما أخبرته ران بأن أكاي من الـ مكتب التحقيقات الفيدرالي وتساءل في نفسه عن سبب وجود الـFBI في اليابان. |              |               |
| الاتصال بالمنظمة السوداء | 309-311      | 380-383       |
| يظهر أكاي في النهاية وهو ينظر نظرةً غريبة إلى هايبرا، وتشعر هايبرا بشعور غريب ومريب ولكنها لا ترى أحدًا. |              |               |
| سر إستديو توتو لإنتاج الأفلام | 335-336      | 417-419       |
| يراقب أكاي هايبارا من الخارج، وتشعر هايبرا بخوفٍ كبير ولكنها لم تعرف من الذي يراقبها لأن أكاي كان داخل سيارته. |              |               |
| أربع سيارات بورش | 338-339      | 420-422       |
| الدور |              |               |
| وجها لوجه مع المنظمة السوداء. لغزان غامضان في ليلة اكتمال البدر (حلقة خاصة ساعتان ونصف) | 345          | 429-434       |
| يظهر أكاي بشكل فعلي، وتظهر مهارته في التصويب وسرعة الاستجابة عندما أنقذ نفسه وزميلته جودي ستارلنگ من الموت بعدما أشارت بلموت بمسدسها عليه وكادت أن تطلق النار لولا سرعة رد أكاي بإطلاق النار نحوها دون تردد لأنها كانت ترتدي درع واقٍ من الرصاص. |              |               |
| الصدمة السوداء لحظة الوقوع في قبضة المنظمة (حلقة خاصة ساعتان ونصف) | 425          | 499-504       |
| يصوب أكاي من بعد 640 متر بواسطة سلاح القناص على جهاز تنصت في يد جين، ويرغم المنظمة السوداء على الانسحاب وبذلك ينقذ حياة كونان إدوجاوا وكوگورو موري. |              |               |
| ظل المنظمة السوداء | 462-465      | 550-552       |
| الدور |              |               |
| تصادم الأحمر والأسود | 492-504      | 585-609       |
| يلعب أكاي دور العقل المدبّر في مواجهة المنظمة السوداء، عقد مع كير اتفاقًا على أن تكون جاسوسة للـ مكتب التحقيقات الفيدرالي على المنظمة السوداء لأنها في الحقيقة عميلة وكالة المخابرات المركزية، ولضمان ولاؤها للمنظمة أمرها جين بقتل أكاي، لذلك لم يكن لديها خيار سوى قتله، وفي الحلقة 504 قتلته وكسبت ثقة المنظمة وعندما علمت جودي بالأمر قارنت بصمات اليد اليمنى للضحية مع بصمات أكاي الموجودة على هاتف كونان فتطابقتا. ولكن الشك يدور حول موضوع وفاته. |              |               |
| قطار الغموض الأسحم | 701-704      | 818-824       |
| يكشف أن أكاي لم يمت بعد، يظهر فجأة ويرمي قنبلة يدوية على عضو المنظمة بوربون وينقذ حياة كايتو كيد المتنكر بشكل شيري ويكاد يقتل بوربون فيندهش بوربون ويسأل بلموت: هل أستطيع رؤية الملفات المفصلة عن أكاي قبل وبعد موته فتوافق ثم ينظر إليه سوبارو أوكيا وله عينا أكاي. |              |               |
| الصراع الازلي بين القرمزي، والماضي | 779-783      | 895-899       |
| يبدأ كشف زيرو (بوربون) في سرد استنتاجه امام اوكيا سوبارو، ثم يهدده بحياة زملائه حيث أنه شك ان اوكيا سوبارو هو اكاي شويتشي رغم ان هناك دلائل تشير على ذلك، يتفاجأ برن الهاتف تشير بظهور اكاي و... |              |               |
| قناص الأبعاد | الفلم 18     | غير مُقتبس     |
| ظهر شويچي أكاي بخاصية القنص المعروفة لديه في فيلم قناص من بعد آخر، فقد ظهر مُتنكرًا بشخصية أخرى ألا وهي شخصية سوبارو أوكيا، حيث ظهور أوكيا في آخر الفيلم وهو يتكلم مع رئيسه جيمس بلاك وفي آخر المحادثة تكلم بصوته المعروف (صوت أكاي). |              |               |
| لوحة شوجي لتايكو ميجين | 1033-1035    | 1043-1046     |

## من أقواله
| شويتشي أكاي                   | الخوف من الموت أسوأ من الموت نفسه | شويتشي أكاي |
| — إلى أندريه كاميل، الفصل 602 |                                   |             |

| شويتشي أكاي | الارتباط بامرأتين في نفس الوقت, هذا ليس من شيمي أبدًا | شويتشي أكاي |

الحلقة 563..

## مكتبة الصور
- أكاي يصوب من بعد 700 مترًا (الحلقة 425)
- أول ظهور لأكاي في الحافلة المختطفة (الحلقة 230)
- أكاي وسكوتش عندما كانا في المنظمة السوداء (الحلقة 836)

## وصلات خارجية
- (بالإنجليزية) صفحة شويچي أكاي في موسوعة عالم المحقق كونان
- () صفحة شويچي أكاي في موسوعة بايدو